# Liste der Senatoren der Kaiser-Wilhelm-Gesellschaft
Die Liste der Senatoren der Kaiser-Wilhelm-Gesellschaft führt alle Senatoren der Kaiser-Wilhelm-Gesellschaft (KWG) auf.
Der Senat war das Aufsichtsgremium der Kaiser-Wilhelm-Gesellschaft. Die erste Satzung der Kaiser-Wilhelm-Gesellschaft benennt ihn als eines der drei Organe der Gesellschaft (neben dem Verwaltungsausschuss und der Hauptversammlung). Seine Mitglieder wurden nach der ersten Satzung teilweise von der Mitgliederversammlung gewählt, teilweise vom „Protektor“, also dem Deutschen Kaiser, ernannt. Zu den Pflichten des Senats gehörte laut Satzung die Aufstellung des Haushaltsplanes, Beschlüsse über die Verwendung der Gelder der KWG und die Aufsicht über die Tätigkeit des Verwaltungsausschusses; er sollte zweimal jährlich zusammentreten. Der Senat wählte aus seiner Mitte den Präsidenten der KWG, zwei Schatzmeister und zwei Schriftführer, die zusammen den Verwaltungsausschuss bildeten. Die Größe des Senats und der Wahlmodus der Senatoren wurden bis 1945 mehrfach verändert.
Der Senat der KWG bestand von 1911 bis 1918 zunächst aus 20 Senatoren, die (wie schon erwähnt) je zur Hälfte von der Hauptversammlung der Mitglieder auf fünf Jahre gewählt wurden und zur Hälfte vom „Protektor“ (also dem deutschen Kaiser Wilhelm II.) ernannt worden sind. Nach einer Satzungsänderung 1921 wurden die Senatoren teilweise von der Hauptversammlung gewählt und teilweise vom Preußischen Minister für Wissenschaft, Kunst und Volksbildung und vom Reichsminister des Innern ernannt. Die Amtszeit betrug seit 1921 sechs Jahre. Seit 1922 wurden zudem zwei Direktoren aus Kaiser-Wilhelm-Instituten in den Senat gewählt. Seit 1929 traten an die Stelle der zwei Direktoren die Vorsitzenden der drei „Sektionen“ der KWG (grob: Chemie, Physik, Technik, Biologie und Medizin, Geisteswissenschaften). Seit 1930 war weiterhin das Geschäftsführende Mitglied des Verwaltungsrates (zuerst Friedrich Glum) Mitglied des Senats.
Der Senat vergrößert sich nach und nach auf insgesamt 44 Senatoren im Jahr 1930. Die letzte Amtszeit vor der NS-Herrschaft lief von April 1929 bis zum März 1934. Aufgrund politischen Druckes trat der gesamte Senat jedoch am 18. Mai 1933 zurück und wurde auf einer Hauptversammlung am 23. Mai 1933 neu gewählt und auch von 44 auf 32 Senatoren verkleinert. 20 Senatoren verloren aufgrund dieser „Neuordnung“ ihren Senatssitz.

## A
- Ernst Ammer (1877–1963), Lederfabrikant, Leiter der Wirtschaftsgruppe Lederindustrie, Senator 1930–1943
- Eduard Arnhold, Mitglied des Senats 1911–1925, Geheimer Kommerzienrat, Inhaber der Kohlenhandlung Cäsar Wollheim, MdH 1913–1918

## B
- Carl von Bach, Senat 1922–1928
- Herbert Backe, Staatssekretär, Senat 1937–1946
- Carl Heinrich Becker, Orientalist und preuß. Kultusminister, Senat 1930–1933
- Karl Becker, General und Hochschullehrer, 1933–1940
- Henry Theodore Böttinger, MdH 1909–1918, Fabrikant, Senat 1911–1920
- Wilhelm Bötzkes, Generaldirektor der Bank für Industrie-Obligationen (Bafio), Senat ab 1943
- Carl Bosch, Senator von 1920 bis 1937
- Robert Bosch, Senator von 1922 bis 1933
- Ernst Brandes (1862–1935), Präsident der Preußischen Hauptlandwirtschaftskammer und des Deutschen Landwirtschaftsrates, Senat 1928–1933
- Gustav von Brüning (1864–1913), Mitglied des Senats von 1911 bis 1913, Generaldirektor der Farbwerke Hoechst AG
- Viktor Bruns, Senat 1933–1943
- Adolf Butenandt, Senat ab 1942 (als Sektionsvorsitzender)

## C
- Friedrich von Carmer (1849–1915), Politiker und Gutsbesitzer, Senat 1911–1915
- Carl Correns, Senat 1922–1927

## D
- Ludwig Darmstaedter, Senat 1920–1927
- Richard Walther Darré, Reichsbauernführer, Senator 1933–1937
- Eduard David, Senat 1922–1930
- Peter Debye, Senat 1936–1939
- Ludwig Delbrück, Senat 1911–1913
- Carl Delius, Senat von 1913 bis 1914
- Willibald von Dirksen, Senat 1911–1921
- Carl Duisberg, Senator 1917–1935

## E
- Gustav Ebbinghaus (1864–1946), Geheimer Oberregierungsrat, MdH 1913–1918, Kurator der Universität Bonn, Senat 1912–1921
- Paul Ehrlich, Senator ab Gründung 1911 bis zu seinem Tod 1915
- Albert Einstein, Senat 1923–1933
- Joseph Ersing (1882–1956), Gewerkschaftssekretär, Senat 1930–1933

## F
- Karl Fiehler, Münchner Oberbürgermeister, 1934–1946
- Emil Fischer, Chemiker und Nobelpreisträger, Senat 1911–1919
- Eugen Fischer, KWI für Anthropologie (...), Senat 1933–1946
- Otto Fitzner (1888–1945(?)), Präsident der Industrie- und Handelskammer Breslau, Senator ab 1937–1945

## G
- Walther Gerlach, Senat 1937–1946
- Ernst Giesecke (1859–1930), Direktor der Zuckerfabrik Klein-Wanzleben vorm. Rabbethge & Giesecke AG, Senator 1911–1916
- Friedrich Glum, Jurist und Generaldirektor der KWG, im Senat als Geschäftsführendes Mitglied des Verwaltungsausschusses, Senat 1930–1937
- Jakob Goldschmidt, (auch: Jacob), Senat 1930–1933
- Walter Groß (1904–1945), Arzt, Leiter des Rassenpolitischen Amtes der NSDAP, Senat 1937–1945
- Theodor von Guilleaume (1861–1931), Köln, Aufsichtsratsmitglied der Felten & Guilleaume AG, Besitzer von Burg Gudenau, im Senat von 1911 bis 1922
- Arthur von Gwinner, Senat 1916–1931

## H
- Fritz Haber, Senat 1922–1933
- Otto Hahn, Senat 1928–1936
- Bernhard Harms (1876–1939), Prof. für Weltwirtschaftslehre, Senat 1928–1933
- Adolf von Harnack, Senator 1911–1930, zugleich Präsident und Initiator der KWG
- Max Hartmann, Biologe, Senat 1929–1932 (Mitglied als Sektionsvorsitzender)
- Johann Nepomuk Heidemann (1841–1913), Köln, Generaldirektor der Vereinigte Köln-Rottweiler Pulverfabriken AG, zahlreiche Aufsichtsrats-Mandate, Senat 1911–1913
- Ernst Heymann, Senat 1929–1932 und ab 1943 (als Sektionsvorsitzender)
- Rudolf Hilferding, Senat 1923–1933
- Ewald Hilger, Senat 1919–1933
- Heinrich Hörlein, Senat 1937–1946
- Guido Henckel von Donnersmarck, Industrieller, nach Krupp zweitreichste Person in Preußen, im Senat von 1911 bis 1916
- Guidotto Graf Henckel von Donnersmarck (1888–1959), ältester Sohn von Guido Henckel von Donnersmarck, Senat 1920–1921

## K
- Friedrich Körber (1887–1944), Direktor des KWI für Eisenforschung, Düsseldorf, Senat 1937–1944
- Heinrich Konen, Senat 1922–1933
- Leopold Koppel (1854–1933), Bankier und Industrieller, einer der von Chaim Weizmann sog. Kaiserjuden, im Senat 1911–1933
- Carl Krauch, Senator 1937–1951
- Ludolf von Krehl, Senat 1916–1921 und 1928–1937
- Gustav Krupp von Bohlen und Halbach, Mitglied des Senats von 1911 bis 1937, danach Ehrensenator
- Hugo Andres Krüß (1879–1945), Leiter der Preußischen Staatsbibliothek, 3. Schriftführer und 3. Vizepräsident der KWG, Senat 1925–1945
- Alfred Kühn (1885–1968), Senat ab 1942

## L
- Max von Laue, Senat 1925–1929
- Theodor Leipart, Gewerkschaftsfunktionär, Senat 1923–1933
- Philipp Lenard, Vertreter der „Deutschen Physik“, Senator ab 1933–1946
- Julius Lippert, Oberbürgermeister und Stadtpräsident Berlin, Senat 1937–1941

## M
- Georg Magnus (1883–1942), Senat 1937–1941
- Franz von Mendelssohn der Jüngere (1865–1935), Mitinhaber des Bankhauses Mendelssohn & Co., Mitglied des Senats 1911–1935
- Robert von Mendelssohn, Senat 1913–1917
- Rudolf Mentzel, Senator ab 1937 (Seite 406: „Präsident der DFG / Berlin, Senat ab 1937 (als Mitglied des Beirats)“)
- Alfred Merton, Senat 1922–1937, 1933 emigriert
- Erhard Milch, Senator 1938–1946
- Oskar von Miller, Senator 1922–1933
- Wichard von Moellendorff, Senat 1928–1933
- Theodor von Moeller, Senat 1917–1925
- Walter Moll (gest. 1927), Ministerialrat, Geschäftsstelle der Vereinigten Provinzen, Senat 1925–1927
- Oskar Mulert (1881–1951), Ministerialdirektor, Vertreter der Städte und Kreise im Senat, Senat 1925–1933
- Alexander von Muralt, Senat 1937–1946 (außerhalb der Satzung ernannt), Leiter der hochalpinen Forschungsstation

## N
- Walther Nernst, Senator 1919–1933
- Herman Nilsson-Ehle (1873–1949), Botaniker, Leiter des Instituts für Pflanzenzüchtung in Svalöv, Schweden, Senat 1937–1946 (außerhalb der Satzung vom Präs. ernannt)

## O
- Oskar Ostersetzer (* 6. Juni 1867 in Wien; † 4. April 1945 in London), Generaldirektor der Deutsche Wollwaren-Manufaktur AG, Grünberg (Schlesien), Mitglied im Hauptausschuss des Reichsverbandes der Deutschen Industrie, Senat 1925–1930[1]

## P
- Richard von Passavant-Gontard (1852–1923), Geheimer Kommerzienrat, Seniorchef der Fa. Gebrüder Passavant, Seidenwaren, Präsident der Handelskammer, Senat 1913–1921
- Max Planck, Senator 1916–1947, Kuratoriumsmitglied des KWI für Physik ab 1917
- August Wilhelm Prinz von Preußen (1887–1949), Senat 1933–1946

## R
- Gustav Radbruch, Senat 1931–1933
- Walther vom Rath, Aufsichtsratsmitglied der I.G. Farbenindustrie AG, 1921–1933 Senator, danach Ehrensenator 1933–1940
- Richard Remy (1859–1919), Geheimer Bergrat, MdH 1910–1918, Generaldirektor der Schlesischen AG für Bergbau und Zinkhüttenbetrieb (Firma gegründet von Guido Henckel von Donnersmark), Senat 1916–1919
- Hermann Röchling, Senat 1933–1936

## S
- Carl Eduard Herzog von Sachsen-Coburg und Gotha, Senat 1933–1951[2]
- Moritz Saemisch, Senator 1922–1941 (–1945?)
- Heinrich Sahm (1877–1939), Oberbürgermeister von Berlin, Senat 1932–1937
- Hermann Salmang
- Arthur Salomonsohn, Senat 1917–1930
- Hjalmar Schacht, Senat 1933–1946
- Friedrich Schmidt-Ott, Senator 1921–1937, danach Ehrensenator
- Richard von Schnitzler, Senat 1916–1921
- Paul Schottländer (1870–1938), Fideikommissbesitzer, Senat von 1917 bis 1936
- Georg Schreiber, Senat 1926–1933, später Senator und Ehrensenator der MPG, MdR 1920–1933, einflussreichster katholischer Wissenschaftspolitiker der Weimarer Republik
- Kurt Freiherr von Schröder, Senator 1933–1951 (?)
- Paul von Schwabach (1867–1938), Mitinhaber vom Bankhaus S. Bleichröder, Senator 1911–1933
- Siegmund Seligmann, Vorstandsmitglied der Continental Gummi-Werke AG in Hannover, Senat 1919–1925
- Carl Friedrich von Siemens, Senat 1926–1941
- Georg Wilhelm von Siemens (1855–1919), Aufsichtsrats-Vorsitzender der Siemens AG, Senat 1911–1919
- Hermann von Siemens (1885–1986), Senat ab 1941
- Ernst von Simson (1876–1941), Staatssekretär im Auswärtigen Amt, 1911/1912 Generalsekretär der KWG, Senat 1928–1933
- Friedrich Springorum, Senat 1917–1937
- Heinrich Ritter von Srbik (1878–1951), Historiker, Präsident der Österreichischen Akademie der Wissenschaften, Senat 1937–1946 (außerhalb der Satzung ernannt)
- Johannes Stark, Senat 1933–1934
- Emil Georg von Stauß, Senat 1936–1942
- Hans Stille (1876–1966), Geologe, Senat 1937–1946

## T
- Ernst Telschow, Geschäftsführendes Mitglied des Verwaltungsausschusses, Senat 1937–1946
- Georg von Thaer, Senat 1931–1933
- Peter Adolf Thiessen, Senator 1939–1942
- Fritz Thyssen, Senator 1933–1939
- Hellmut Toepffer (* 1. September 1876; † nach 1930), Unterstaatssekretär a. D., Geschäftsführer der Portland-Cement-Fabrik „Stern“ Toepffer, Grawitz & Co. GmbH in Finkenwalde bei Stettin, zahlreiche Aufsichtsratsmandate, Präsident der Industrie- und Handelskammer Stettin, Senat 1919–1921[3]
- Ernst Trendelenburg, Senat 1922–1933
- August von Trott zu Solz, Senat 1917–1933

## V
- Theodor Vahlen, Senator 1933–1945
- Rudolf von Valentini, Senat „(1917) 1919–1921/25 gest.“ (1922–1925 Ehrensenator)
- Jacobus Henricus van ’t Hoff, Senator bis 1911
- Albert Vögler, Senator 1925–1945

## W
- Otto Wacker (1899–1940), Staatsminister, Senat 1937–1940
- Julius Freiherr von Waldthausen, Senat 1916–1921
- Ernst Freiherr von Weizsäcker, Senat „ab 1942 (als Mitglied des Beirats)“
- Richard von Wettstein (1863–1931), österreichischer Botaniker, Senat 1930–1931
- Gustav Winkler, Textilfabrikant, 1935–1951
- Joachim von Winterfeldt-Menkin Senat 1928–1931

## Z
- Wilhelm Zuckschwerdt (1852–1931), Geheimer Kommerzienrat, Bankier in Bankhaus Zuckschwerdt & Beuchel in Magdeburg, Aufsichtsratsmitglied der Disconto-Gesellschaft bzw. der Deutsche Bank und Disconto-Gesellschaft AG, Ehrenpräsident der Industrie- und Handelskammer zu Magdeburg, MdH 1912–1918, im Senat 1916–1921[4]